# Euclea
Euclea is een geslacht van vlinders van de familie slakrupsvlinders (Limacodidae).

## Soorten
- E. aemilia (Stoll, 1782)
- E. aethes Dognin, 1911
- E. agchiatropha Dognin, 1914
- E. baranda Schaus, 1900
- E. bidiscalis Dyar, 1906
- E. brillantina Rothschild, 1911
- E. brunnea Holland, 1893
- E. buscki Dyar, 1912
- E. byrne (Dyar, 1912)
- E. cassida Dyar, 1927
- E. cipior Dyar, 1906
- E. cippus (Cramer, 1775)
- E. copac (Schaus, 1892)
- E. cuspostriga Dyar, 1906
- E. delphinii (Boisduval, 1832)
- E. determinata Druce, 1887
- E. dicolon (Sepp, 1848)
- E. distrahens Dyar, 1912
- E. diversa (Druce, 1887)
- E. divisa Holland, 1893

- E. dolosa (Druce)
- E. dolliana Dyar, 1906
- E. flava Barnes & McDunnough, 1910
- E. fuscipars Dyar, 1918
- E. immundaria Dyar, 1906
- E. jelyce Dyar, 1926
- E. lamora Dognin, 1911
- E. nana Dyar, 1891
- E. nanina Dyar, 1891
- E. norba (Druce, 1887)
- E. pallicolor Dyar, 1906
- E. permodesta Dyar, 1906
- E. peroloides Dognin, 1916
- E. plugma (Sepp, 1848)
- E. poasica Dyar, 1912
- E. rufa (Butler, 1878)
- E. signata Köhler, 1924
- E. spadicis (Grossbeck, 1906)
- E. trichathdota Dyar, 1910